# کاترین تیلور
کاترین تیلور (انگلیسی: Kathrine Taylor؛ (۱۹۰۳–۱۹۹۶) یا کاترین کرسمن تیلور یک رمان‌نویس اهل ایالات متحده آمریکا بود.
مشهورترین اثر وی رمان گیرنده شناخته نشد است که در سال ۱۹۳۸ منتشر شد.